# 南山亭駅
南山亭駅（ナムサンジョンえき）は、大韓民国釜山広域市北区にある釜山交通公社3号線の駅である。駅番号は311。「釜山ポリテク大学」を副駅名としている。

## 駅構造
相対式ホーム2面2線の地下駅。フルスクリーンタイプのホームドアが設置されている。

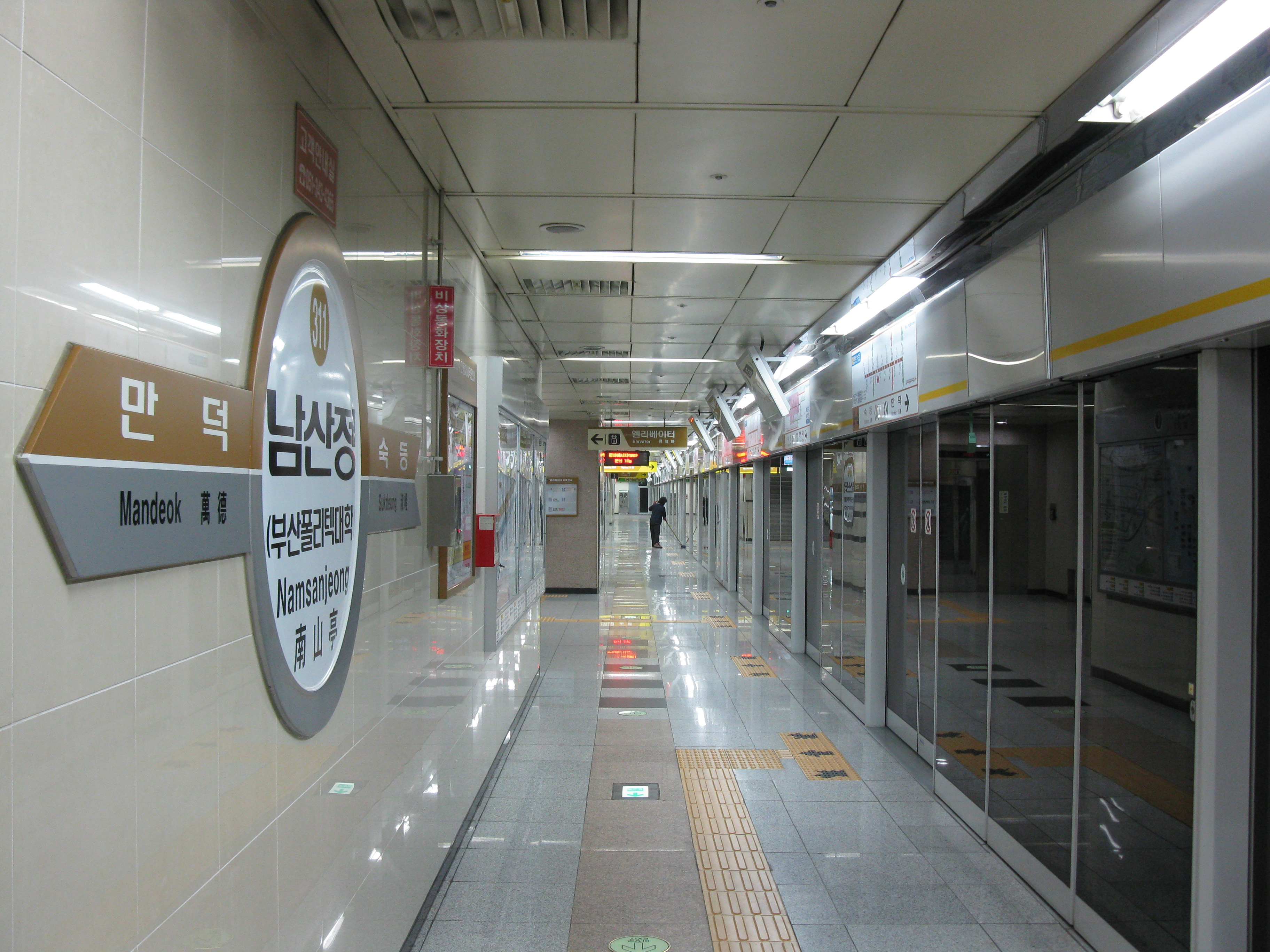
上りホーム（2009年2月）
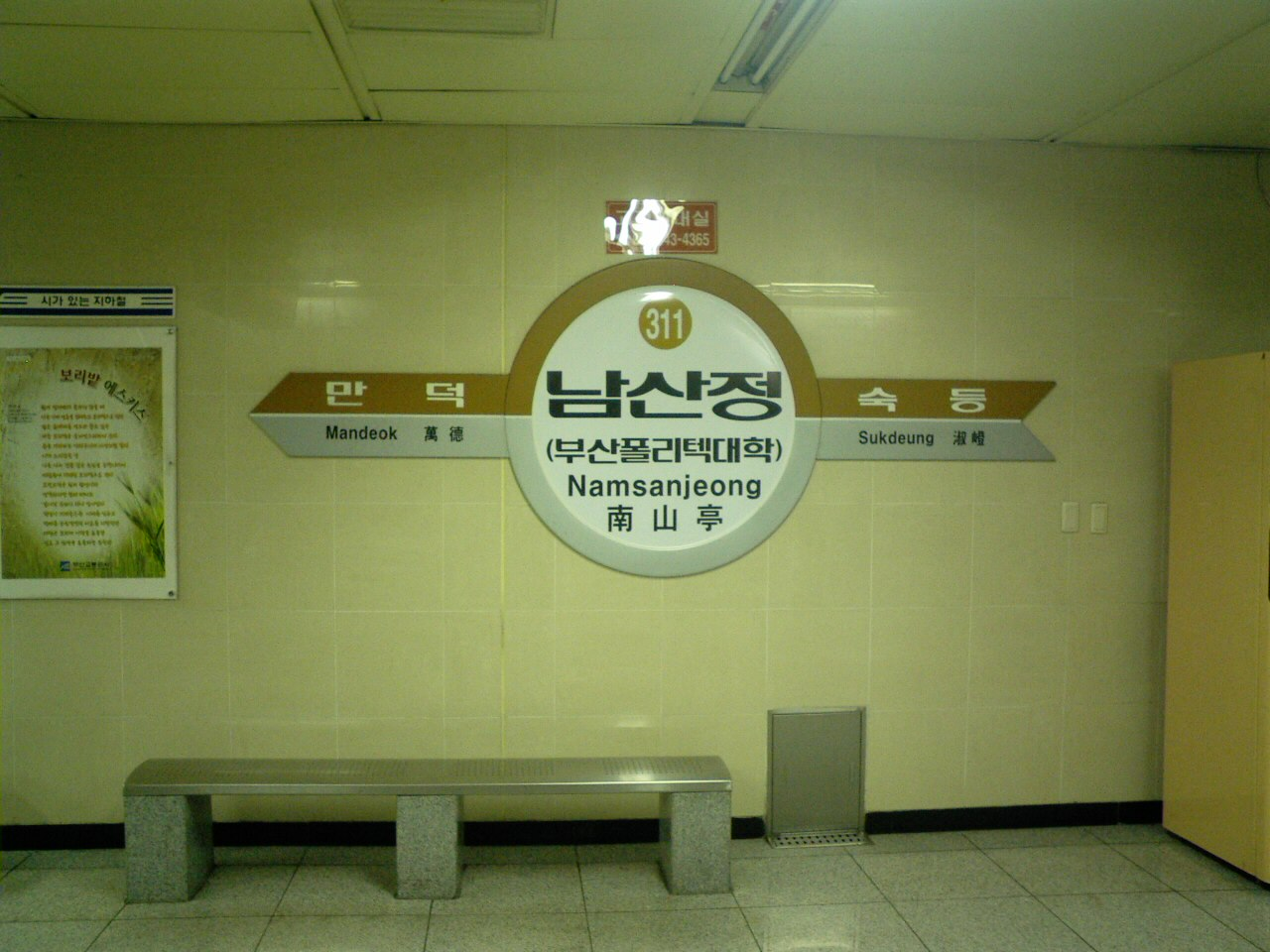
駅名標

### のりば
| 上り | 3号線 | 水営方面 |
| 下り | 3号線 | 大渚方面 |

## 歴史
- 2005年11月18日 - 開業。

## 駅周辺
- 韓国ポリテク7大学釜山キャンパス
- 徳陽初等学校
- 万徳初等学校
- 万徳中学校
- 徳川揚水場

## 隣の駅
釜山交通公社
 3号線
万徳駅 (310) - 南山亭駅 (311) - 淑嶝駅 (312)